# Aus Greidanus (1950)
Ausonius (Aus) Greidanus (Amsterdam, 19 februari 1950) is een Nederlands acteur en regisseur.
Aus Greidanus, telg uit het geslacht Greidanus, is een zoon van Adrianus Eliza (Aad) Greidanus (1923-2005), schrijver van toneelteksten en medeoprichter en zakelijk leider van toneelgroep De Appel, en Cornelia Petronella de Haan (1926-1998). Hij kreeg zijn opleiding aan de toneelschool in Amsterdam en debuteerde in 1971 bij De Appel, waaraan hij sinds 1975 vast verbonden was. Hij was van 1999 tot 2016 artistiek leider van deze toneelgroep.

## Radio, film en televisie
In 1974 speelde hij mee in de hoorspelserie De koperen tuin (roman van Simon Vestdijk) en op televisie was hij te zien in De avonturen van Pa Pinkelman en Tante Pollewop (1976-1977), Mahagonny (1981-1982) en Baantjer. Hij speelde ook mee in de speelfilm Hoge hakken, echte liefde. In 2016 vertolkte hij de rol van Pieter Menten in de tv-serie De Zaak Menten. In 2019 speelde Aus de rol van Baartman in de telefilm Taiki. In de dramaserie Swanenburg, die in 2021 werd uitgezonden, speelde hij de rol van Jack Praal. In de telefilm Herman vermoordt mensen uit 2021 speelt hij Herman. In januari 2023 was hij te zien als Aad in de bioscoopfilm Fijn Weekend, van mei tot juli 2023 was hij samen met zijn zoon Aus te zien in de televisieserie Anoniem waar hij de vader van Sarah Jansen speelt.

## Privéleven
Hij was gehuwd met actrice Sacha Bulthuis (1948-2009). Acteur Aus Greidanus jr. (1975) is hun zoon, actrice Pauline Greidanus (1976) hun dochter. Met actrice Martine de Moor kreeg hij in 1991 een zoon, acteur Kay Greidanus. In 2005 trouwde Greidanus met actrice en regisseur Saskia Mees.